# Penaraga
Penaraga is een bestuurslaag in het regentschap Bima van de provincie West-Nusa Tenggara, Indonesië. Penaraga telt 4460 inwoners (volkstelling 2010).